# 林肯鎮區 (堪薩斯州科菲縣)
林肯鎮區（英語：Lincoln Township）為美國堪薩斯州科菲縣轄下的鎮區。2010年美国人口普查中該鎮區人口有1,281人。

## 地理
林肯鎮區涵蓋面積183.35平方（70.79平方英里），境內的城市有利博。

### 墓園
根據美國地質調查局的資料，此鎮區擁有1座墓園：
- 林肯墓園（Lincoln Cemetery）

### 溪流
通過此鎮區的溪流有：
| - 貝尼迪克特溪（Benedict Creek） - 喬丹溪（Jordan Creek） - 肯尼迪溪（Kennedy Creek） | - 利博溪（Lebo Creek） - Logwater支流 - Troublesome溪 |

## 人口統計
根據2010年美國人口普查，林肯鎮區人口有1,281人，住房548戶，人口密度為6.99人/每平方公里。此鎮區居民之種族中，白人佔98.59%，非裔美國人佔0.23%，美洲原住民佔0.31%，亞裔美國人佔0.08%，太平洋島裔美國人佔0%，其他種族佔0.23%，混血種族則佔0.55%。而西班牙裔或拉丁裔美國人佔此鎮區人口的1.25%。

## 外部連結
- City-Data.com （页面存档备份，存于）